# Jamaikanische Badmintonmeisterschaft 2010
Die Jamaikanische Badmintonmeisterschaft 2010 fand vom 12. bis zum 14. November 2010 im Constant Spring Golf and Country Club in Kingston statt. Es war die 63. Austragung der nationalen Titelkämpfe im Badminton von Jamaika.

## Sieger und Finalisten
| Disziplin    | Gold                                  | Silber                          |
| ------------ | ------------------------------------- | ------------------------------- |
| Herreneinzel | Charles Pyne                          | Gareth Henry                    |
| Dameneinzel  | Alya Lewis                            | Carla Grant                     |
| Herrendoppel | Garron Palmer Gareth Henry            | Willroy Myles Vijay Myles       |
| Damendoppel  | Kristal Karjohn Christine Leyow-Mayne | Shana-Kay Bailey Sheinell Hyatt |
| Mixed        | Charles Pyne Christine Leyow-Mayne    | Gareth Henry Kristal Karjohn    |